# Oedipina uniformis
Oedipina uniformis es una especie de salamandra en la familia Plethodontidae.
Habita en Costa Rica y posiblemente en Panamá.
Su hábitat natural son los  bosques húmedos tropicales o subtropicales a baja altitud, los montanos húmedos tropicales o subtropicales, plantaciones, jardines rurales y zonas previamente boscosas ahora muy degradadas.
Sus poblaciones están disminuyendo, no se sabe bien el porqué; aunque si se sabe que la destrucción de su hábitat no parece ser la razón.